# Roanoke
Roanoke er en independent city (tilhører ikke et county/amt) i delstaten Virginia i USA, med et indbyggertal på 100.011(2020). Byen ligger i dalen Roanoke Valley, mellem bjergkæderne Blue Ridge Mountains og Appalachian Plateau (den vestlige del af Appalacherne). Byen, der er delt i to af floden Roanoke River, er det økonomiske og kulturelle midtpunkt i meget af regionen Southwest Virginia og dele af regionen Southern West Virginia.